# Nordlig maskvävare
Nordlig maskvävare (Ploceus taeniopterus) är en fågel i familjen vävare inom ordningen tättingar. Den förekommer i våtmarker och savann i delar av nordöstra Afrika. Beståndet anses vara livskraftigt.

## Utseende och läte
Nordlig maskvävare är en rätt liten och slank vävare med förhållandevis tjock näbb. I alla dräkter uppvisar den mörk näbb och mörkt öga. Hane i häckningsdräkt är distinkt tecknad med lysande gul fjäderdräkt och en svart ögonmask som övergår i kastanjebrunt mot kanterna. I övriga dräkter är dem mycket mer anspråkslös, men är streckad på ryggen och har ljus undersida. Lätena är typiska för vävare, "chek"-toner och sången fräsande likt radiostörningar.

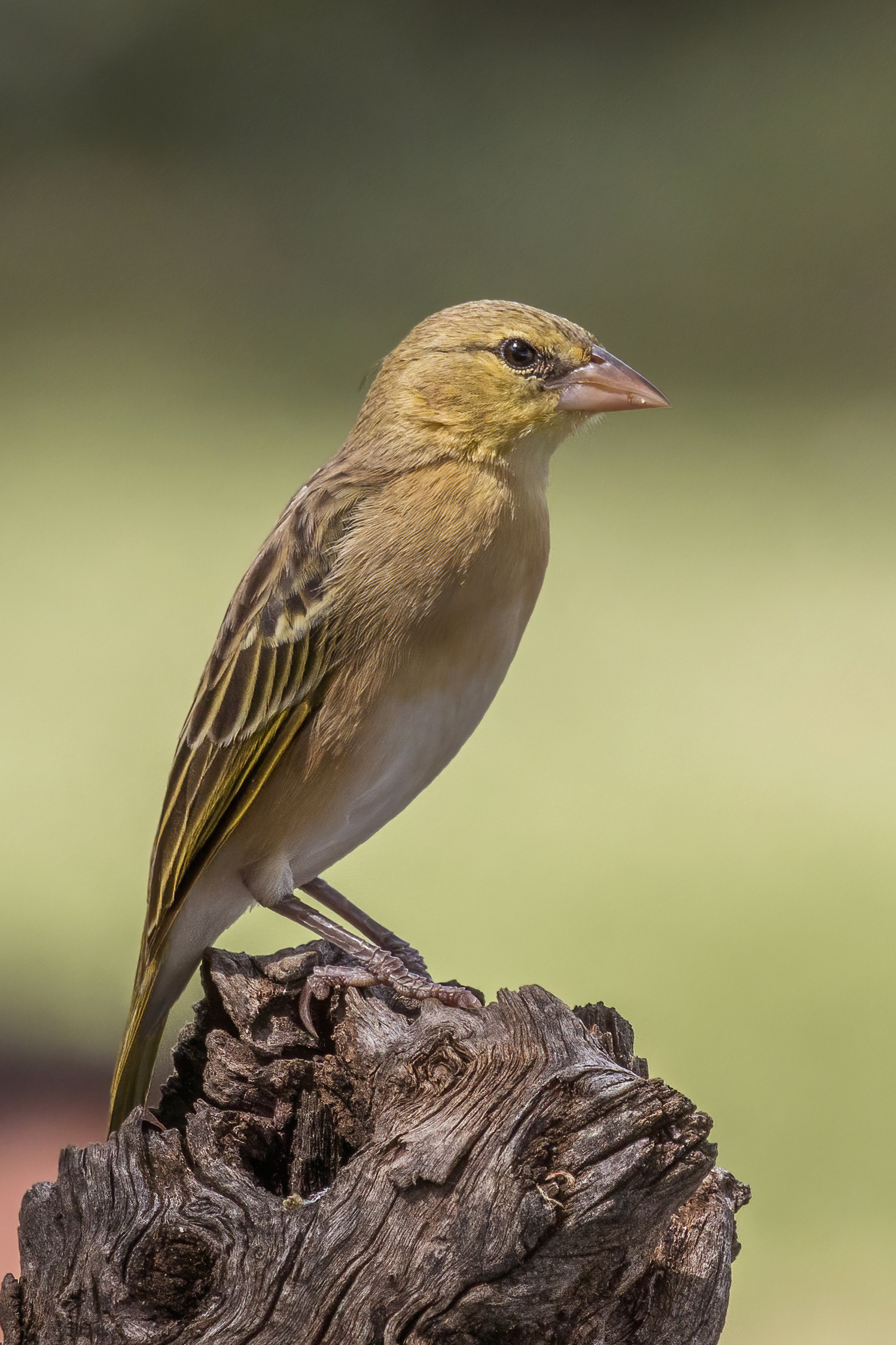
Hona.

## Utbredning och systematik
Nordlig maskvävare förekommer i delar av nordöstra Afrika. Arten behandlas antingen som monotypisk eller delas in i två underarter med följande utbredning:
- Ploceus taeniopterus furensis – västra Sudan
- Ploceus taeniopterus taeniopterus – centrala och södra Sudan, sydvästra Etiopien, norra Uganda och nordvästra Kenya

## Levnadssätt
Nordlig maskvävare hittas i våtmarker, men kan också röra sig till kringliggande torrare områden. Den ses nästan uteslutande i flock.

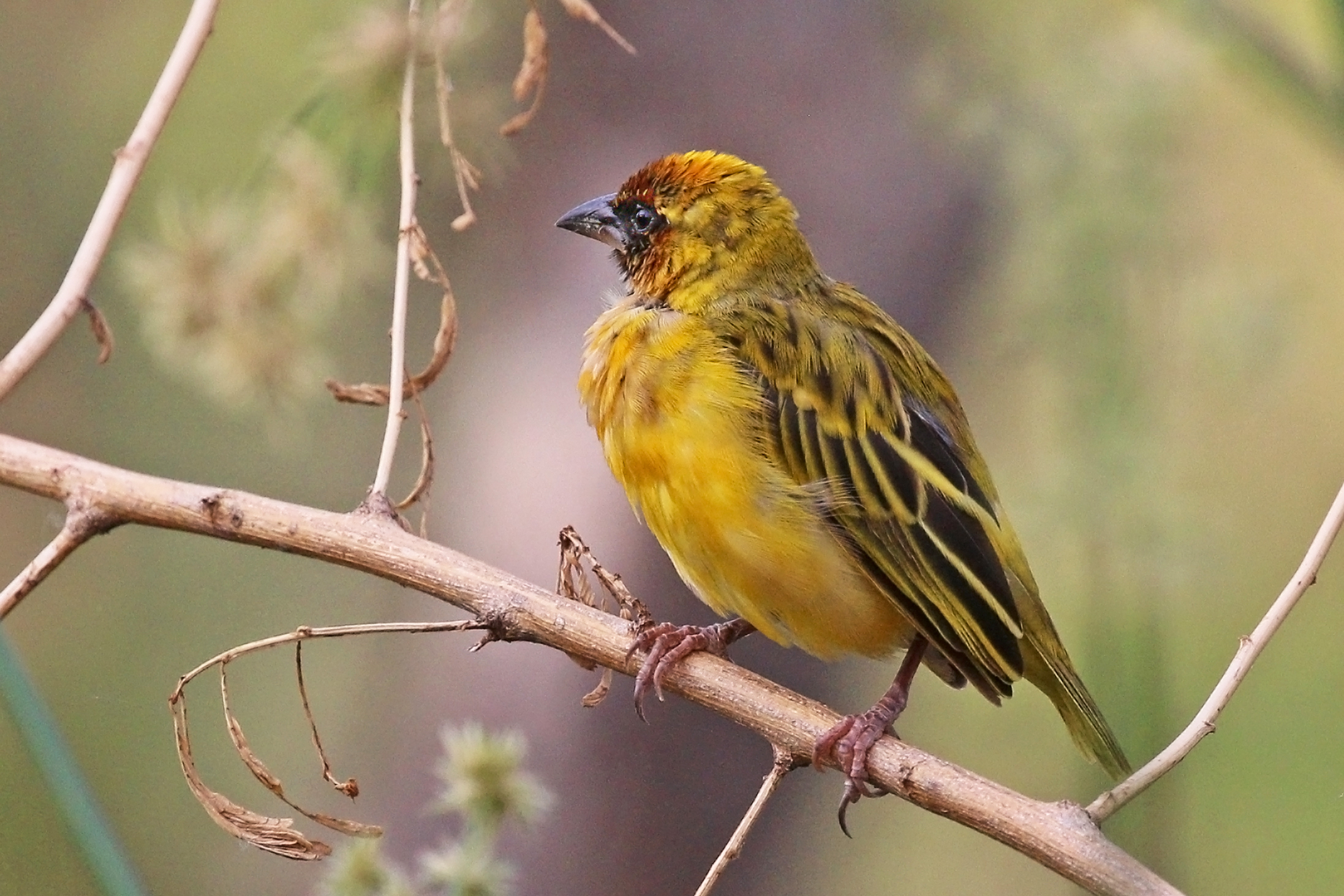

## Status och hot
Arten har ett stort utbredningsområde och en stor population med stabil utveckling och tros inte vara utsatt för något substantiellt hot. Utifrån dessa kriterier kategoriserar internationella naturvårdsunionen IUCN arten som livskraftig (LC). Världspopulationen har inte uppskattats men den beskrivs som mycket vanlig i Sudan söder om Khartoum.